# Перчик, Василий Троянович
Василий Троянович Перчик (род. 2 декабря 1951, Сторожинец, Черновицкая область) — российский тренер по борьбе самбо и дзюдо. Мастер спорта СССР (1971), заслуженный тренер России и СССР.

## Биография
Василий Перчик родился 2 декабря 1951 года в городе Сторожинец (ныне Черновицкая область Украины) в многодетной семье. Вскоре после рождения вместе с семьёй переехал в Краснокамск. Окончил местную школу № 8. С 1962 года работал слесарем участка механизации треста № 5. В 1965 году был призван в армию. В 1968 году устроился на работу на Камский целлюлозно-бумажный комбинат.
С начала 1960-х годов увлёкся самбо. С 1968 года — тренер-общественник, инструктор физкультуры и спорта на КЦБК, тренер-преподаватель спортивного клуба «Россия». В 1976 году окончил школу тренеров при Омском государственном институте физической культуры. С 1989 года — старший тренер-преподаватель Краснокамской специализированной детско-юношеской школы олимпийского резерва по борьбе самбо, с 1996 года — директор этой школы. С 1996 года — председатель Всероссийской коллегии судей по самбо, а с 1997 года — международной.
Способствовал развитию самбо в Краснокамске и Пермской области. По его инициативе в Краснокамске проводится всероссийский турнир по самбо памяти космонавта П. И. Беляева, международный турнир памяти основателя самбо в Прикамье Л. Д. Голева. Подготовил более сотни спортсменов.

## Известные воспитанники
- Балашова, Анна Викторовна — чемпионка мира, Европы и России по самбо;
- Габдулхаков, Ильдус Ахатович — чемпион мира, Европы и СССР по самбо;
- Исаев, Евгений Иванович — чемпион мира, Европы и России по самбо;
- Костылева, Наталья Геннадьевна — чемпионка мира, Европы и России по самбо;
- Нечаев, Дмитрий Николаевич — чемпион Европы и России по самбо;
- Паньков, Александр Владимирович — чемпион Европы и России по самбо;
- Паньков, Михаил Владимирович — чемпион Европы и России по боевому самбо;
- Родина, Ирина Викторовна — чемпионка мира и Европы по самбо, чемпионка Европы по дзюдо;
- Рожков, Валерий Николаевич — чемпион мира и СССР по самбо;
- Рочев, Олег Александрович — призёр чемпионата мира, чемпион Европы и России по самбо;
- Швая, Василий Иванович — чемпион мира, Европы и СССР по самбо.

## Награды и звания
- Заслуженный тренер СССР[1]
- Заслуженный тренер РСФСР[1]
- Заслуженный работник физической культуры Российской Федерации[1]
- Орден Дружбы (1996)[3]
- Орден «Знак Почёта»[1]
- Орден «За заслуги перед Отечеством» IV степени[1]
- Орден международной любительской федерации борьбы самбо[3]
- Почётный гражданин города Краснокамска (1998)[1]
- Имя Перчика вписано в книгу «Золотые имена Краснокамска» (2009)[1]